# September 1994
Portal Geschichte | Portal Biografien | Aktuelle Ereignisse | Jahreskalender | Tagesartikel

◄ |
19. Jahrhundert |
20. Jahrhundert
| 21. Jahrhundert

◄ |
1960er |
1970er |
1980er |
1990er
| 2000er | 2010er | 2020er | ►

◄ |
1990 |
1991 |
1992 |
1993 |
1994
| 1995 | 1996 | 1997 | 1998 | ►

◄ |
Juni 1994 |
Juli 1994 |
August 1994 |
September 1994 |
Oktober 1994 |
November 1994 |
Dezember 1994 |
►
Dieser Artikel behandelt aktuelle Nachrichten und Ereignisse im September 1994.

## Tagesgeschehen

### Donnerstag, 1. September 1994
- Bonn/Deutschland: Die CDU-Politiker Karl Lamers und Wolfgang Schäuble beschreiben in ihrem Positionspapier „Überlegungen zur europäischen Politik“ den Prozess der Europäischen Einigung als gefährdet und schlagen ein „Kerneuropa“ aus besonders integrationswilligen Mitgliedstaaten der Europäischen Union vor. Es heißt wörtlich: „Den Kern des festen Kerns bilden Deutschland und Frankreich.“ Diese Länder sollen bei Reformen nicht auf die Zustimmung aller übrigen warten.[1]
- Bonn/Deutschland: In der Bundesrepublik tritt nach 1957 das zweite Gleichberechtigungsgesetz in Kraft, das die Gleichstellung von Mann und Frau durchsetzen soll, u. a. mit Regeln zur längeren Beurlaubung aus familiären Gründen sowie zur Teilzeitbeschäftigung, für den Einsatz von Frauenbeauftragten an Arbeitsstätten und zur Anerkennung von Zeiten häuslicher Pflege in der gesetzlichen Rentenversicherung.[2][3]

### Montag, 5. September 1994
- Kairo/Ägypten: Die Generalsekretärin der Konferenz über Bevölkerung und Entwicklung der Vereinten Nationen (UN) Nafis Sadik eröffnet die 5. Weltbevölkerungskonferenz, auf der es auf ihre Initiative hin erstmals um Frauenrechte geht, die von den UN bisher kaum behandelt wurden. Die Themen sind der Kampf gegen Beschneidung, Säuglingssterblichkeit und die tödlichen Folgen gewaltsamer Abtreibungen. Islamische und christliche Institutionen sowie die Oberhäupter einiger afrikanischer Staaten kritisieren Sadik dafür vehement.[4]

### Donnerstag, 8. September 1994
- Berlin/Deutschland: Im Beisein von John Major, François Mitterrand und Warren Christopher werden die westlichen alliierten Streitkräfte, d. h. die Streitkräfte der Vereinigten Staaten, des Vereinigten Königreichs und Frankreichs, mit einem großen Zapfenstreich verabschiedet. Gemeinsam mit der Sowjetunion hatten sie nach dem Zweiten Weltkrieg Deutschland besetzt und in vier Zonen sowie in das vierfach geteilte Berlin gegliedert. Die Truppen der russischen (sowjetischen) Streitkräfte zogen bereits ab. Bundespräsident Roman Herzog gibt seiner Überzeugung Ausdruck, dass die westlichen Streitkräfte ihre Präsenz in Deutschland „für den Frieden in Europa“ aufrechterhalten werden.[5][6]

### Samstag, 10. September 1994
- New York/Vereinigte Staaten: Im Tennis geht zum dritten Mal in diesem Jahr der Titel im Dameneinzel eines Grand-Slam-Turniers an eine spanische Spielerin, als Arantxa Sánchez Vicario das Finale der US Open 1994 gegen die Deutsche Steffi Graf in drei Sätzen für sich entscheidet.[7]

### Sonntag, 11. September 1994

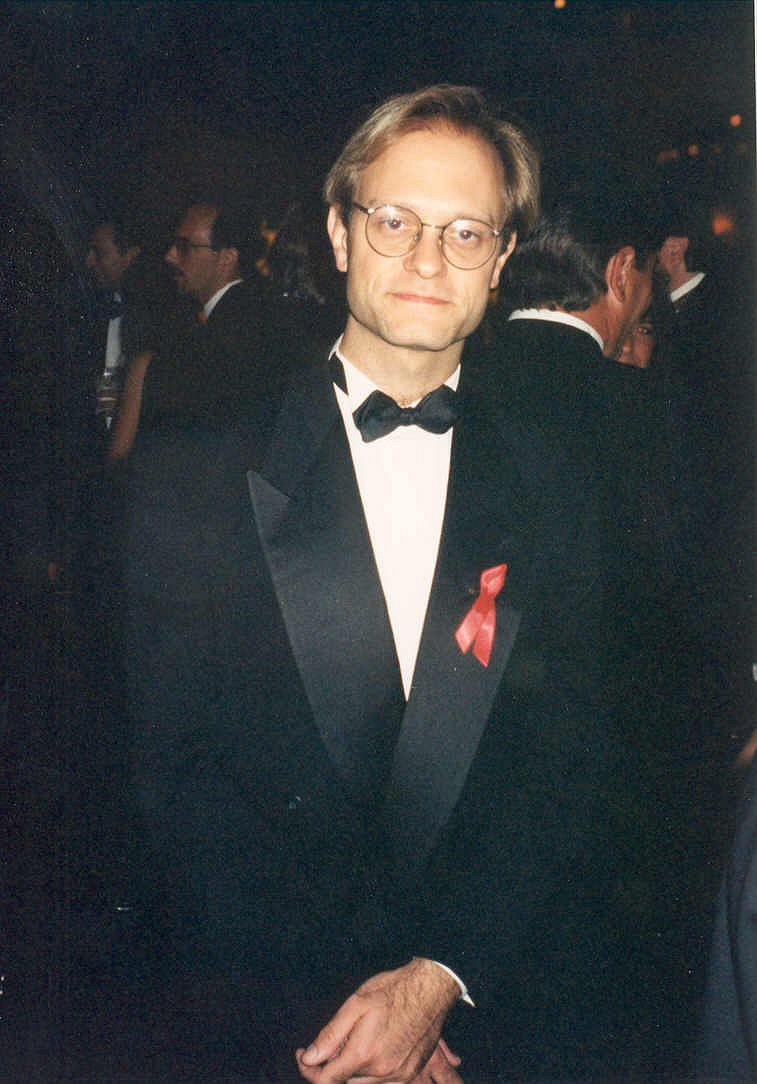
David Hyde Pierce aus der Serie Frasier bei den Emmy Awards

- Dresden/Deutschland: Bei der Landtagswahl in Sachsen kann die regierende CDU mit Ministerpräsident Kurt Biedenkopf die absolute Mehrheit von 1990 noch einmal ausbauen und erreicht nun 58,1 %. Die SPD verliert 2,5 % und liegt mit 16,6 % nur knapp vor der PDS, für die sich 16,5 % der Wähler entscheiden.[8]
- New York/Vereinigte Staaten: Der amerikanische Tennisspieler Andre Agassi gewinnt bei den US Open 1994 das Finale im Herreneinzel gegen den Deutschen Michael Stich in drei Sätzen.[9]
- Pasadena/Vereinigte Staaten: Bei der Verleihung des Fernsehpreises Emmy wird u. a. die Serie Frasier ausgezeichnet.[10]
- Potsdam/Deutschland: Bei der Landtagswahl in Brandenburg sinkt die Wahlbeteiligung auf 56,3 %. Die SPD mit Ministerpräsident Manfred Stolpe legt gegenüber 1990 um 15,9 % zu und erreicht die absolute Mehrheit. Die parlamentarische Opposition bilden mit jeweils 18,7 % der Wählerstimmen die CDU und die PDS.[11]
- Rom/Italien: Die 7. Schwimmweltmeisterschaften der FINA gehen zu Ende. Die erfolgreichste Nation sind die Vereinigten Staaten mit 24 Medaillen. Die Schwimmer aus Deutschland gewinnen sechs Medaillen, darunter eine Goldmedaille von Franziska van Almsick über 200 m Freistil in Weltrekordzeit.[12][13]

### Montag, 12. September 1994
- Venedig/Italien: Bei den 51. Internationalen Filmfestspielen von Venedig werden die Filme Vive l’Amour – Es lebe die Liebe des Taiwaner Regisseurs Tsai Ming-liang und Vor dem Regen des mazedonischen Regisseurs Milčo Mančevski gleichberechtigt mit dem Leone d’Oro prämiert. Die Jury gedenkt ihren Spezialpreis dem Werk Natural Born Killers des amerikanischen Regisseurs Oliver Stone zu.[14]
- Washington D.C./USA: Frank Eugene Corder fliegt mit einer Cessna ins Weiße Haus, mit dem Ziel Bill Clinton zu töten. Der Attentatsversuch scheitert, da Clinton außer Haus ist; Corder starb beim Absturz.[15]

### Dienstag, 13. September 1994
- Vereinigte Staaten: Heute wird ein auf zehn Jahre begrenztes Verbot im Rahmen des Bundesangriffswaffen-Banns (englisch Federal Assault Weapons Ban) wirksam, das den Bau und den Absatz bestimmter als „Angriffswaffen“ eingestufter Schusswaffen an Privatpersonen untersagt, dabei handelt es sich konkret um halbautomatische Waffen.[16]

### Mittwoch, 14. September 1994
- Karlsruhe/Deutschland: Jutta Limbach tritt ihr Amt als Präsidentin des Bundesverfassungsgerichts an. Ihr Vorgänger Roman Herzog ist seit dem 1. Juli Bundespräsident. Limbach ist die erste Frau in dieser Position.[17]

### Sonntag, 18. September 1994
- Bregenz/Österreich: Bei der Wahl zum Vorarlberger Landtag verliert die Volkspartei die absolute Mehrheit bei den Stimmenanteilen, verfügt allerdings mit 20 von 36 weiterhin über die Mehrheit der Parlamentssitze. Die SPÖ fällt im Vergleich zu 1989 hinter die Freiheitliche Partei zurück und die Nachfolgepartei der Grünen Alternative Vorarlberg, „Die Grünen – Die Grüne Alternative“, verbessert sich um ein Mandat auf drei Sitze.[18]
- Stockholm/Schweden: Die Stimmberechtigten beenden bei der Wahl zum Reichstag die dreijährige Regierungsperiode des konservativen Lagers, indem sie der oppositionellen Sozialdemokratischen Arbeiterpartei hohe Zugewinne bescheren. Von 349 Sitzen im Parlament entfallen 161 auf die Sozialdemokraten, welche daher mit hoher Wahrscheinlichkeit die nächste Regierung anführen werden.[19]

### Sonntag, 25. September 1994
- Baden-Baden/Deutschland: Der Fernsehsender Südwestfunk startet die Ausstrahlung der Seifenoper Die Fallers – Eine Schwarzwaldfamilie.[20]
- Bern/Schweiz: Die teilnehmenden Stimmberechtigten der heutigen Volksabstimmung sprechen sich gegen die weitere Subventionierung inländischen Brotgetreides und für die Einführung von Rassismusstrafnormen aus, mit letzteren wird die Schweiz das Internationale Übereinkommen zur Beseitigung jeder Form von Rassendiskriminierung erfüllen.[21][22]
- München/Deutschland: Bei der Landtagswahl in Bayern stellt sich der 1993 vom Landesparlament gewählte CSU-Ministerpräsident Edmund Stoiber erstmals dem Votum der Wähler. Auch diesmal kann die CSU den seit der Wahl 1978 anhaltenden Abwärtstrend nicht stoppen. Mit einem Ergebnis von 52,8 % sinkt der Stimmenanteil um 2,1 %. Die SPD (30,0 %) und die Grünen (6,1 %) werden dem nächsten Landtag ebenfalls angehören. Die „Blütezeit“ der Republikaner scheint bei einem Ergebnis von nur noch 3,9 % vorüber zu sein.[23]

### Mittwoch, 28. September 1994
- Ostsee: Vor der finnischen Insel Utö sinkt die Passagier- und Fracht-Fähre Estonia auf dem Weg von Tallinn in Estland nach Stockholm in Schweden. Als Ursache für das Unglück gelten ein Konstruktionsfehler am Bugvisier und seefahrerische Defizite der Besatzung. Mindestens 850 Menschen kommen ums Leben, darunter sind 501 Todesopfer aus Schweden. Alarmierte Fähren und Rettungshubschrauber finden 137 Überlebende.[24][25]

## Weblinks

Baku im September 1994